# Seem Kirke
Seem Kirke er en romansk bygning på den sydlige kant af Ribe Ådal, ca. 4½ km sydøst for Ribe. Den ligger i den nordlige udkant af den spredte bebyggelse Seem.
Søren Krarup var præst her i perioden 1965-2005.

## Eksterne kilder og henvisninger
- Wikimedia Commons har flere filer relateret til Seem Kirke
- Seem Kirke på KortTilKirken.dk
- Seem Kirke i bogværket Danmarks Kirker (udg. af Nationalmuseet)
- Seem Klosterkirke i bogværket Danmarks Kirker (udg. af Nationalmuseet)